# ماریو تیلیکو
ماریو تیلیکو (انگلیسی: Mário Tilico؛ زادهٔ ۲۳ مارس ۱۹۶۵) بازیکن سابق فوتبال اهل برزیل است. که در پست وینگر بازی می‌کرد.